# Nītaure socken
Nītaure socken (lettiska: Nītaures pagasts) är ett administrativt område i Amata kommun i Lettland.